# 蒙古山雅羅魚
蒙古山雅羅魚（学名：Oreoleuciscus dsapchynensis）為輻鰭魚綱鯉形目雅羅魚科山雅羅魚屬的一個種，該物種分布於亞洲蒙古Airag湖與Zavkhan河流域，為特有種，體長可達28公分，棲息在河川、湖泊底中層水域，以浮游植物和無脊椎動物為食。